# Sorbus roopiana
Sorbus roopiana är en rosväxtart som beskrevs av Eugen Iwanowitsch Bordzilowski. Sorbus roopiana ingår i släktet oxlar, och familjen rosväxter. Inga underarter finns listade i Catalogue of Life.